# Plagiopetalum
Plagiopetalum là chi thực vật có hoa trong họ Mua.